# Tepu laht
Tepu laht, ist eine Bucht in der Landgemeinde Saaremaa im Kreis Saare auf der größten estnischen Insel Saaremaa. Sie liegt im Naturschutzgebiet Kahtla-Kübassaare hoiuala. In der Bucht liegt die Tagulaht.
In der Bucht liegen die Inseln Ämmunasu, Ämmukare und Tepu kare.
Die Bucht ist 550 Meter breit und schneidet sich ohne Tagulaht 1,5 Kilometer tief ins Land ein.